# اوشچه (اوبرنوواتس)
اوشچه (به صربی: Ušće) یک منطقهٔ مسکونی در صربستان است که در اوبرنوواتس واقع شده‌است. اوشچه ۲۱٫۴۱ کیلومتر مربع مساحت و ۱٬۱۱۹ نفر جمعیت دارد و ۷۶ متر بالاتر از سطح دریا واقع شده‌است.